# The Reason Why (film)
The Reason Why è un film muto del 1918 diretto da Robert G. Vignola.
La storia è tratta dal romanzo La ragione per cui... (The Reason Why, 1912) della celebre (all'epoca) scrittrice inglese di romanzi rosa Elinor Glyn. La Glyn diventò una vera autorità a Hollywood, dove lavorava come consulente e supervisore per le maggiori case di produzione, in qualità di esperta di buone maniere. I costumi del film si devono a sua sorella, Lady Duff Gordon, famosa sarta dell'alta società e costumista cinematografica e teatrale.

## Produzione
Il film fu prodotto dalla Clara Kimball Young Film Corporation (con il nome C.K.Y. Film Corp.).

## Distribuzione
Distribuito dalla Select Pictures Corporation, il film - presentato da Clara Kimball Young	- uscì nelle sale cinematografiche USA il 30 aprile 1918.